# Stadio Nuevo Vivero
Lo stadio Nuevo Vivero (in spagnolo estadio Nuevo Vivero) è uno stadio di calcio situato a Badajoz, in Spagna. È stato costruito nel 1998, in sostituzione del vecchio stadio Vivero, e ha una capacità di circa quindicimila spettatori.